# دیوداس (فیلم ۲۰۰۲)
دیوداس فیلمی در ژانر عاشقانه و محصول سال ۲۰۰۲ هندوستان است. شاهرخ خان، آیشواریا رای و مدوری دیکشیت در این فیلم نقش آفرینی کرده‌اند.
دیوداس جوایز زیادی در داخل هند دریافت کرد و مورد تحسین منتقدین داخلی و خارجی قرار گرفت. همچنین نامزد جایزهٔ بافتا برای بهترین فیلم خارجی زبان هم بود. این فیلم از روی کتابی به همین نام که در سال ۱۹۱۷ منتشر شده بود ساخته شده‌است. تاکنون ۱۷ فیلم از روی این کتاب ساخته شده‌است.

## موضوع فیلم
دیوداس پسری از یک خانوادهٔ متمول هندی است. وی در بریتانیا تحصیل نموده و پس از مدت‌ها به خانه بازگشته است. مادر او بسیار منتظر دیدار پسرش است. اما وی در هنگام بازگشت ابتدا به دیدار معشوق قدیمی خود پارو می‌رود و همین باعث ناراحتی خانواده‌اش و شعله‌ور شدن آتشی می‌شود که زندگی دیوداس و پارو و خانواده‌هایشان را نابود خواهد کرد. دیوداس دل در گرو پارو دارد که از کودکی با هم بزرگ شده‌اند. اما مادر خانواده با این ازدواج مخالف است زیرا خانوادهٔ پارو را در سطح خانوادهٔ خود نمی‌داند. یک روز مادر دیوداس مهمانی بزرگی تدارک می‌بیند و از همه دوستان و آشنایان برای شرکت در آن دعوت می‌کند. مادر پارو هم دعوت است و گمان می‌کند که قرار است این مهمانی نوعی خواستگاری مادر دیوداس از پارو باشد. اما در این مهمانی، مادر دیوداس، مادر پارو را در میان همه تحقیر می‌کند و مادر پارو که خود و خانواده‌اش را تحقیر شده می‌یابد، سوگند می‌خورد که ظرف مدت کوتاهی، دخترش را به عقد مردی متمول‌تر و از طبقه بالاتری در بیاورد و خانواده دیوداس را نفرین می‌کند. پارو نیز به خاطر تهمتی که پدر دیوداس به وی می‌زند، دل از عشق دیرینش می‌برد. پارو به همسری مرد زن‌مرده‌ای در می‌آید که از او بزرگتر است. مرد، به همسر مرده‌اش هنوز دل بسته‌است و رابطه عاطفی با پارو ندارد. پارو به خوبی از عهده اداره خانواده جدیدش بر می‌آید. دیوداس طاقت این اتفاق را ندارد به همین خاطر به خوردن شراب روی می‌آورد و در میخانه‌ها، با چاندراموکی آشنا می‌شود که دل به او می‌سپارد اما دیوداس غرق در عشق سابقش است. دیوداس آنقدر در خوردن شراب زیاده روی می‌کند که رو به روی خانه پارو، جانش را از دست می‌دهد.